# Косовець оливковий
Косове́ць оливковий (Lipaugus conditus) — вид горобцеподібних птахів родини котингових (Cotingidae). Ендемік Бразилії.

## Опис
Довжина птаха становить 24 см. Верхня частина тіла оливково-зелена, надхвістя більш жовте. Лоб, обличчя, підборіддя і верхня частина горла тьмяно-сірі. Груди яскраво-оливково-жовті, живіт більш жовтий. Крила оливково-коричневі зі сріблясто-сірими краями, покривні пера крил жовтувато-оливкові. Хвіст темно-оливково-коричневий з сірими краями. Очі карі, дзьоб тонкий, сірий, лапи сірі.

## Поширення і екологія
Оливкові косовці мешкають в горах Серра-дус-Органус, Серра-ду-Тінґуа і Серра-дас-Арарас в штаті Ріо-де-Жанейро на південному сході Бразилії. Вони живуть у вологих гірських хмарних і карликових лісах з великою кількістю бромелієвих, переважно на висоті від 1650 до 2010 м над рівнем моря. Живляться плодами.

## Збереження
МСОП класифікує цей вид як вразливий. За оцінками дослідників, популяція оливкових косовців становить від 600 до 1700 дорослих птахів. Їм може загрожувати знищення природного середовища і лісові пожежі.